# Dendronephthya spinifera
Dendronephthya spinifera is een zachte koraalsoort uit de familie Nephtheidae. De koraalsoort komt uit het geslacht Dendronephthya. Dendronephthya spinifera werd in 1895 voor het eerst wetenschappelijk beschreven door Holm. 